# Burgemeester Grothestraat
De Burgemeester Grothestraat is een straat in Soest in de Nederlandse provincie Utrecht.
De burgemeester Grothestraat vormt samen met de Van Weedestraat, Steenhoffstraat, Middelwijkstraat, Torenstraat en Kerkstraat de oude rijksstraatweg die in 1816 werd aangelegd. Deze straatweg verbindt Amersfoort met Naarden en heette voor die tijd de 'Heere Wech'.
In 1916 werd de straat vernoemd naar burgemeester Constant Jacob Willem Loten van Doelen Grothe (1851-1925) die van 1881-1914 burgemeester van Soest was.